# وادي غروس

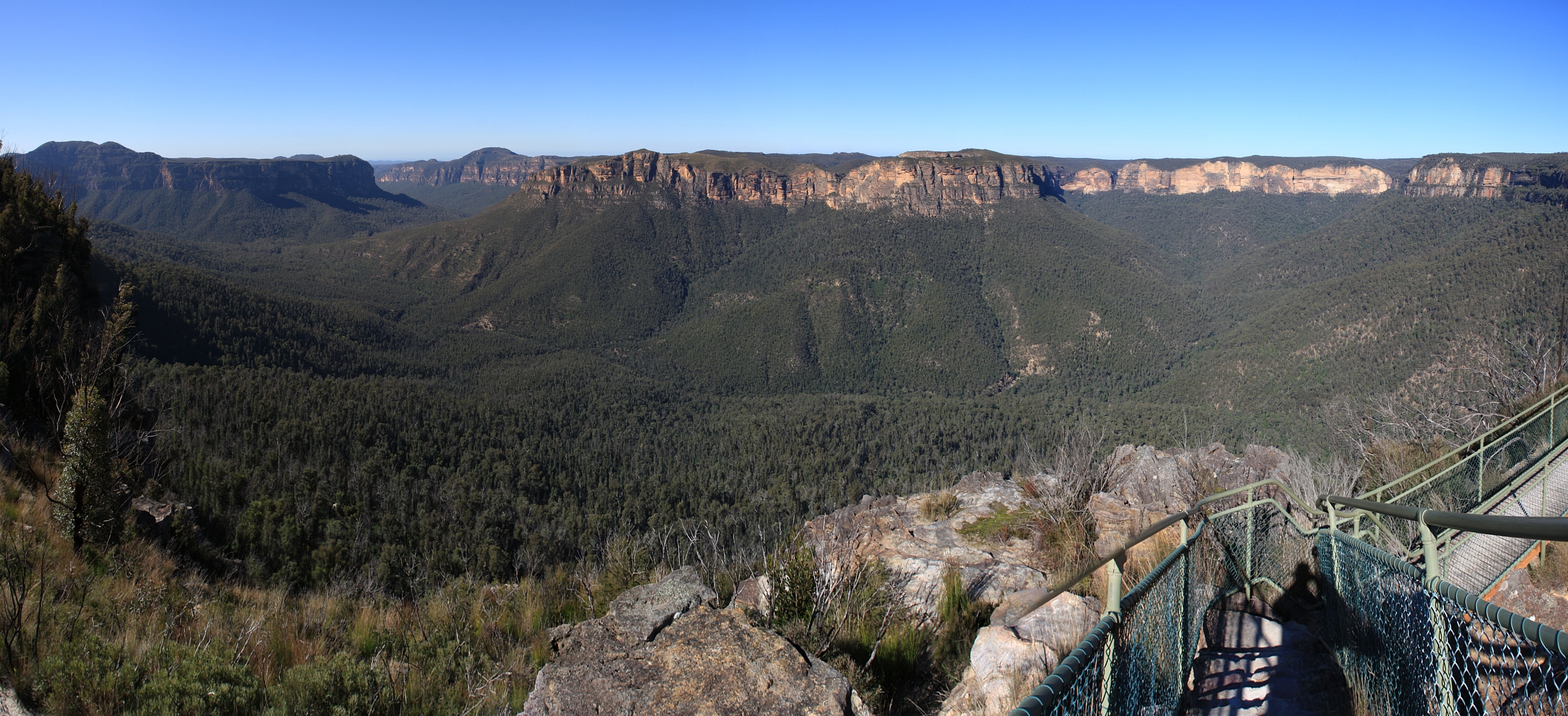
منظر لوادي غروس منPulpit Rock, بلاكهيث Blackheath

وادي غروس
(بالإنجليزية: Grose Valley)‏ وادي غروس هو واد في جبال الأزرق الوعرة في نيو ساوث ويلز، أستراليا. وقد تشكلت بواسطة نهر غروس، الذي أصل منابعه من منطقة جبل فيكتوريا. يقع الوادي بين الطريقين الرئيسية اللذان يقطعان منطقة التقسيم الكبيرة، الطريق السريع العظيم الغربي وطريق خط بيل Bells Line of Road.
مترجم Grose River